# الکساندر رازومنی
الکساندر رازومنی (انگلیسی: Aleksandr Razumny; ۱ مهٔ ۱۸۹۱ – ۱۶ نوامبر ۱۹۷۲) کارگردان فیلم، فیلم‌نامه‌نویس، و فیلم‌بردار اهل امپراتوری روسیه بود.
وی همچنین برندهٔ جوایزی همچون نشان برجسته افتخار شده است.